# John McLean (atleta)
John Frederick McLean (Menominee, 10 gennaio 1878 – Detroit, 4 giugno 1955) è stato un giocatore di football americano, ostacolista, lunghista e triplista statunitense.

## Biografia

### Università del Michigan
McLean nacque a Menominee, nel Michigan, nel 1878. Si iscrisse all'Università del Michigan dove dimostrò di essere un grande sportivo. Praticò, in questi anni, atletica leggera, football americano e baseball. Fu riserva della squadra di football americano del Michigan nel 1897 e nei due anni successivi fu giocatore titolare. Nel 1899, riuscì a battere un record intercollegiale nel salto in lungo.
Nel 1898, McLean giocò la prima Western Conference del Michigan (campionato in seguito rinominato Big Ten Conference) nel football americano. I Michigan Wolverines vinsero quel campionato 12-11 ai danni della squadra di Chicago. McLean diede un valido contributo in questa vittoria.
Nel 1899, i Michigan Wolverines giocarono un'importante partita contro una potenza della costa est, la squadra dell'Università della Pennsylvania. La gara fu giocata al Franklin Field di Filadelfia, dove i padroni di casa si imposero per 11-10 nonostante McLean avesse giocato un'ottima partita.
L'ultima partita di football americano di McLean fu giocata nel novembre 1899 contro l'Università del Wisconsin, di fronte a 17 000 spettatori a Chicago. Alla fine della stagione McLean ricevette il College Football All-American, importante riconoscimento sportivo assegnato agli studenti universitari.

### Giochi olimpici 1900
McLean prese parte ai Giochi olimpici di Parigi del 1900 nelle gare dei 110 metri ostacoli, salto in lungo, salto triplo e salto triplo da fermo. Il miglior risultato che riuscì ad ottenere fu la medaglia d'argento nei 110 metri ostacoli.

### Carriera da allenatore

#### Knox College
Nel 1901, McLean diventò allenatore di football di una squadra del College di Knox, un college privato di arti liberali. In questo periodo la squadra crebbe molto infatti il suo score da allenatore è di 15 vittorie, 5 sconfitte e 3 pareggi. Lasciò questa squadra nel 1903.

#### Università del Missouri
Nel 1903, McLean divenne allenatore della squadra di football dell'Università del Missouri. Allenò i Missouri Tigers per 3 anni, dal 1903 al 1905, e il suo bilancio fu di 9 vittorie, 17 sconfitte e un pareggio. Nel 1906, McLean fu coinvolto in uno dei peggiori scandali sportivi della storia del Missouri. Il giocatore Akerson, star fullback del Missouri del 1904 nonché uno dei migliori giocatori che la squadra avesse mai avuto, fu pagato da McLean $250 per giocare nella sua squadra. La notizia mise nei guai McLean che fu subito licenziato.

## Palmarès
| Anno | Manifestazione  | Sede   | Evento          | Risultato | Prestazione | Note                          |
| ---- | --------------- | ------ | --------------- | --------- | ----------- | ----------------------------- |
| 1900 | Giochi olimpici | Parigi | 110 m hs        | Argento   | 15"5        | Miglior prestazione personale |
| 1900 | Giochi olimpici | Parigi | Salto in lungo  | 6º        | 6,655 m     |                               |
| 1900 | Giochi olimpici | Parigi | Salto triplo    | 7º-13º    | n/d         |                               |
| 1900 | Giochi olimpici | Parigi | Triplo da fermo | 5º-10º    | n/d         |                               |